# Basic Role-Playing
Basic Role-Playing (abbreviato in BRP) è la forma "generica" delle regole per il gioco di ruolo pubblicato dalla casa editrice statunitense Chaosium.

## Storia
Il BR fu concepito come un motore generico che poteva essere usato per ogni tipo di gioco di ruolo, in modo simile a GURPS. Per sottolinearlo la Chaosium ha prodotto il supplemento Worlds of Wonder che conteneva le regole generiche e numerose applicazioni specifiche di quelle regole a diversi generi. In particolare Superworld, iniziò come una porzione di Worlds of Wonder.
Il nucleo delle regole originali venne scritto da Steve Perrin come parte del suo innovativo gioco RuneQuest. Fu un'idea di Greg Stafford quella di semplificare le regole (eliminando cose come ranghi di parata e locazioni delle ferite) e di distribuirlo in un libretto intitolato Basic Role Playing. Nel corso degli anni molti altri, tra cui Sandy Petersen e Lynn Willis, contribuirono a portarlo alla sua forma attuale.
Nel 2004 la Chaosium pubblicò il Basic Role-Playing Players Book and Magic Book in formato monografico, un formato di stampa rapido ed economico, con lo scopo di confermare il loro copyright per la pubblicazione e distribuzione di quella che essenzialmente è la terza edizione di Runequest con le regole del Basic Role-Playing.

## La rinascita
Dopo un lungo lavoro di revisione e perfezionamento, nel giugno del 2008 la Chaosium ha dato una forma organica al sistema con la pubblicazione de Basic Roleplaying - The Chaosium d100 system. In questa prima edizione, l'opera si presenta come un volume di 404 pagine che raccoglie tutte le regole, i moduli e le opzioni pubblicate nel corso degli anni per questo sistema di gioco, integrandole in un corpus di regole organico e coerente.
In copertina, un'illustrazione fortemente ispirata all'uomo vitruviano di Leonardo Da Vinci palesa le aspirazioni del sistema di gioco: fornire al lettore tutti i mezzi per poter giocare in qualsiasi ambientazione e tempo e con qualsiasi livello tecnologico.
Il manuale base di BRP non offre alcuna ambientazione, come già avviene in GURPS il compito di descrivere nel dettaglio i mondi nel quale calare i propri personaggi è affidato ad una serie di monografie.

## Uso del BRP nei giochi di ruolo
Il sistema percentuale basato sulle abilità del BRP fu usato come base per la maggior parte dei giochi pubblicati dalla Chaosium, inclusi Il richiamo di Cthulhu, Elfquest (tratto dal fumetto omonimo), Stormbringer (conosciuto anche come Elric!), Hawkmoon, Superworld, Nephilim e Ringworld.
Pendragon (acquisito nel 1998 dalla Green Knight Publishing), pur essendo correlato ha meccaniche di gioco sufficientemente differenti da dover essere considerato come un sistema separato.
Alcuni giochi non Chaosium hanno usato il Basic Role-Playing per le regole:
- Other Suns, pubblicato dalla Fantasy Games Unlimited (FGU), lo ha usato sotto licenza
- In aggiunta Corum, un supplemento per le regole di Stormbringer pubblicato nell'autunno del 2001 dalla Darcsyde Productions.
- Il BRP è stato usato (mediante un accordo speciale con il guru del gioco svedese Fred Malmberg) come base per il gioco Drakar och Demoner della Target Games.

## Sistema di gioco
Sebbene simile in maniera generale ad altri sistemi generici come GURPS o l'Hero System, il BRP è anche abbastanza differente. Ogni incarnazione delle sue regole ha cambiato o aggiunto qualcosa alle idee e meccaniche di base, producendo giochi generalmente compatibili che fornivano inoltre differenti sensazioni di gioco o che avevano interpretazioni delle regole leggermente differenti. Per esempio nel Il richiamo di Cthulhu, le abilità non possono superare il 100%, mentre in Stormbringer le abilità superiori al 100% sono incoraggiate per chi segue la Legge.
Il BRP fu sviluppato da un nucleo di attributi molto simile a quelli originali di Dungeons & Dragons (D&D), Forza, Costituzione, Taglia, Intelligenza, Volontà, Destrezza e Carisma rimpiazzano le caratteristiche di D&D.
Da questi si evolse un sistema strutturalmente simulazionista. I  punti ferita che incrementano con l'esperienza in D&D sono rimpiazzati dalla media di Taglia e Costituzione e rimangono complessivamente stabili per tutta la durata della vita del personaggio.
Le abilità usano un d100 o il d20 di D&D e sono usate per simulare il modo con cui le persone apprendono le loro capacità.
I punti esperienza sono rimpiazzati da un "tiro apprendimento": per aumentare un'abilità si deve ottenere un punteggio più alto del valore corrente dell'abilità tirando 1d100 (questo crea una curva di apprendimento che si livella tanto maggiore è l'abilità del personaggio).
La "tabella della resistenza" fornisce una probabilità di successo quando si incrocia il valore di due attributi. Alcuni ritengono che sia una meccanica separata e che si adatti male al resto del sistema.
L'armatura, a differenza della classe di armatura  di D&D , viene separata nell'abilità di parare e nella capacità di assorbire danno.
L'ultimo elemento basilare di molti giochi basati sul BRP, condiviso con Tunnels & Trolls (T&T) da cui si origina, è che non c'è differenza tra le razze dei personaggi e quelle dei mostri o avversari. Variando i punteggi abilità lo stesso sistema viene usato per un avversario umano o, per esempio, per un troll. Questo approccio portò rapidamente, come avvenne in T&T, ad avere molti giocatori che interpretano una varietà di personaggi non umani e ad ambientazioni profondamente pluraliste.